# Cobalotettix parvulus
Cobalotettix parvulus är en insektsart som beskrevs av Max Beier 1962. Cobalotettix parvulus ingår i släktet Cobalotettix och familjen vårtbitare. Inga underarter finns listade i Catalogue of Life.